# Moulinsia cauliflora
Moulinsia cauliflora là một loài thực vật có hoa trong họ Bồ hòn. Loài này được (Guill. & Perr.) Blume mô tả khoa học đầu tiên năm 1848.